# Рознер, Эдди
Э́дди Ро́знер (Адо́льф Ро́знер (нем. Adolf Rosner); в Польше Ади Рознер (пол. Adi Rosner); в СССР Адо́льф Игна́тьевич Ро́знер (бел. Адо́льф Ігна́цьевіч Ро́знер); 26 мая 1910, Берлин — 8 августа 1976, Западный Берлин) — джазовый трубач, скрипач, дирижёр, композитор и аранжировщик, живший и работавший в Германии (1910—1933 и 1973—1976), Польше (1934—1939) и СССР (1939—1972). Заслуженный артист Белорусской ССР (1944).
Один из наиболее популярных джазовых артистов в СССР, чьи записи были дважды запрещены. Автор джазовых композиций, а также танго, вальсов, песен (на слова Юрия Цейтлина, Михаила Пляцковского, В. Масса и М. Червинского, Евгения Долматовского, Владимира Харитонова, Леонида Куксо, Григория Поженяна, Б. Дворного и других) и джазовых аранжировок.

## Биография

### В Германии
Родился 26 мая 1910 года в Берлине в семье польских евреев. Отец — Игнатий Рознер — был ремесленником, эмигрировавшим в Германию из Польши, мать — Роза Рознер (в девичестве Лямпель) — домохозяйка. В семье было 6 детей.
Адольф в четырёхлетнем возрасте начал играть на скрипке и уже в 1916 был принят в частную консерваторию Штерна в Берлине, которую закончил с отличными оценками по классу скрипки в 1920 году и поступил для продолжения музыкального образования в Берлинскую высшую музыкальную школу на Кантштрассе. Занимался у профессоров К. Флеша и Ф. Шрекера. Вскоре по совету своего дяди стал параллельно осваивать трубу, увлёкся джазом.
С 1928 года быстро выдвинулся в число наиболее востребованных солистов-трубачей, играя в различных берлинских джазовых и салонно-танцевальных бэндах. Среди этих ансамблей — знаменитый оркестр Марека Вебера, а также не менее популярный джазовый коллектив Штефана Вайнтрауба («Weintraubs Syncopators»/«Синкопаторы Вайнтрауба»), работавший на океанском лайнере, обслуживавшем пассажирскую линию Гамбург — Нью-Йорк (HAPAG), и участвовавший в съёмках ряда фильмов киностудии UFA.

### В Польше
С приходом в Германии в 1933 году к власти нацистов музыкант покидает страну. В середине 1930-х годов Рознер собрал собственный джазовый оркестр в Польше, с которым гастролировал во Франции, в Латвии и других европейских странах, записывался на пластинки, играл на двух трубах одновременно. Не желая быть тёзкой лидера немецких нацистов, Рознер использовал в качестве артистического псевдонима короткую форму своего имени — Ади (Adi, читавшуюся в английской транскрипции (Ady) как Эди — отсюда произошла позднейшая трансформация в Эдди/Eddie). В Варшаве познакомился с дочерью знаменитой актрисы и режиссёра еврейского художественного театра Иды Каминской актрисой Рут Каминской, 1919—2005), и позднее стал жить с ней в гражданском браке.
В первый день Второй мировой войны 1 сентября 1939 года оркестр попал в Варшаве под бомбежку немецкой авиации, в результате которой все инструменты, кроме контрабаса, оказались уничтожены. Сами музыканты не пострадали. Труппа местного еврейского театра Иды Каминской искала возможность, пока не стабилизировалась граница с СССР, покинуть территорию, ставшую немецкой.

### Белорусский период
Оркестр Рознера с театром Каминской перебираются в занятый советскими войсками Белосток, который стал частью Белоруссии. Рознер случайно познакомился с белорусским руководителем Пантелеймоном Пономаренко, как оказалось, страстным любителем джаза, и под его покровительством возглавил новый большой джаз-оркестр, вскоре получивший статус Государственного джаза БССР. Оркестр Рознера получил специальный поезд для гастролей, который практически стал домом для оркестра. Любые возникающие сложности или проблемы тут же решались благодаря вмешательству П. Пономаренко.
Летом 1940 года оркестр с большим успехом дал концерты во многих городах СССР и принял участие в декаде белорусского искусства в Москве. В сентябре Рознер с оркестром был неожиданно приглашён в Сочи, где по приказу начальства играл при совершенно пустом зале. Как стало известно позже, единственным зрителем был сидевший в зашторенной ложе И. В. Сталин. Сталину концерт понравился.
Биг-бэнд Эдди Рознера был одним из первых советских джазовых оркестров, исполнявшим музыку в стиле свинг, и сыграл одну из ключевых ролей в освоении музыкантами СССР этого направления музыки. В ансамбле работали Юрий Бельзацкий, Вадим Людвиковский, Пиро Рустамбеков, Луи Маркович и другие.
Историк советского джаза Яков Басин писал:

«И всё же не будет преувеличением сказать, что львиная доля успеха концертов Государственного джазового оркестра БССР зависела от личности самого Эдди Рознера. Артистизм, непринуждённость, обаяние с первых же минут концерта покоряли зрителя, а лёгкость, с которой он устанавливал контакт с залом, была скорее свойственна многолетнему кумиру публики, нежели не владевшему русским языком незнакомцу, каким Э. Рознер фактически являлся».

В годы Великой Отечественной войны оркестр давал многочисленные концерты как в тылу, так и на фронте.

### В заключении
В 1946 году в связи с развёрнутой в СССР критикой джаза как музыкального направления Эдди Рознер вместе с женой и дочерью пытался полулегально вернуться в Польшу через Украину, но был подвергнут аресту Львовским управлением НКВД, приговорён к 10 годам лагерей и сослан в Хабаровский край, где собрал лагерный оркестр. Арест разрушил семью. Жену Рознера, Рут Камински, приговорили к 5 годам лагерей и сослали под Кокчетав. Оставшуюся без родителей четырёхлетнюю Эрику, дочь Эдди и Рут, на время заключения родителей забрала в Москву друг семьи Рознеров Дебора Марковна Сантатур (в девичестве Товбина, дочь кинопродюсера М. А. Товбина). В Хабаровском крае с лагерным оркестром Рознера выступала Антонина Грачева, от которой у него родился сын Владимир, известный впоследствии в регионе врач. Позже Рознер был переведен на Колыму, где сошелся с танцовщицей Маглага Мариной Бойко, которая также родила ему дочь, Ирину.
В Магадане Эдди Игнатьевич познакомился с будущим эстрадным певцом Владимиром Макаровым. Макарову Рознер помогал в освоении навыков вокального и эстрадного мастерства, а через десять лет пригласил в свой новый джаз-оркестр. В 1954 году Эдди Рознер был освобождён из мест заключения.
После освобождения и воссоединения в Москве с Рут и Эрикой семейная жизнь не заладилась — Рут с дочерью вернулась в Варшаву, а в конце 1960-х годов бывшая жена и вышедшая замуж дочь уехали в Нью-Йорк. Эдди вступил в брак с танцовщицей оркестра Галиной Ходес.

### Джаз Мосэстрады (1954—1971)
В 1954 году при Мосэстраде Рознер создал Эстрадный оркестр, дававший многочисленные выступления и даже снявшийся в кинокомедии «Карнавальная ночь». От большинства советских бэндлидеров, появлявшихся на публике обычно в амплуа дирижёров или конферансье, присутствие Рознера на сцене отличалось виртуозными инструментальными соло и безукоризненным артистизмом. Оркестр принадлежал к числу ведущих свинговых составов в СССР, постоянно гастролируя по городам Союза с красочными представлениями, включавшими в себя универсальную палитру произведений — от музыки для отдыха до «песен народов мира». Творческое кредо определялось верностью джазовому мейнстриму, при этом репертуар выходил за рамки джаза, что было обусловлено как широтой музыкальных интересов самого Рознера, так и требованиями, предъявлявшимся в ту пору к государственным концертным биг-бэндам.
Приглашался оркестр Рознера и на телевидение, в основном для участия в новогодних «Голубых огоньках». Его школу прошли такие в будущем известные композиторы, аранжировщики и дирижёры, как Юрий Саульский, Владимир Терлецкий, Даниил Браславский, Алексей Мажуков, Владислав Кадерский, Владимир Хорощанский, певицы Майя Кристалинская, Капиталина Лазаренко, Нина Дорда, Мария Лукач, Ирина Бржевская, Нина Пантелеева, Лариса Мондрус, Нина Бродская, Гюли Чохели, Жанна Бичевская, а также Эмиль Горовец, Вадим Монин, Владимир Макаров, Лев Пильщик, Бедрос Киркоров, Салли Таль, Ирина Подошьян, Тамара Кравцова, Камилла Кудрявцева, Анастасия Кочкарева, Вида Вайткуте, Татьяна Конькова, Наталья Заболотная, Евгения Завьялова, Людмила Солоденко, вокальные квартеты «Аккорд» и «Четыре Ю».
С оркестром сотрудничали знаменитые степисты (чечёточники) Владимир, Григорий и Евгений Зерновы, Алексей Быстров, братья Гусаковы, Михаил Подольский (Кушнир), Владимир Кирсанов, конферансье Михаил Гаркави, Александр Лонгин, Гарри Гриневич, Владимир Гилевич и Олег Марусев, писатели-сатирики Юрий Благов и Владимир Поляков, драматурги Борис Рацер, Владимир Константинов и Игорь Виноградский, постановщики Борис Сичкин, Владимир Канделаки и Валерий Рубинчик, композитор Давид Тухманов (в качестве пианиста). В разное время в биг-бэндах под управлением Рознера работали лучшие джазмены страны: барабанщики Борис Матвеев, Станислав Стрельцов, Виктор Епанешников, Юрий Ветхов, Александр Симоновский, контрабасисты и аранжировщики Эгил Шварц и Игорь Кантюков, мультиинструменталист Давид Голощёкин, саксофонисты Анатолий Герасимов, Александр Пищиков, Владимир Коновальцев, Владимир Колков, Михаил Цуриченко, Виктор Подкорытов, саксофонисты и аранжировщики Геннадий Гольштейн и Виталий Долгов, трубачи и аранжировщики Ярослав Янса и Владимир Василевский, трубачи Константин Носов и Радамес Шакаров, пианист и аранжировщик Николай Левиновский, тромбонисты Александр Сухих и Александр (Саша) Кофман, скрипач и композитор Валерий Трофименко и другие.
Пользовались популярностью и другие артисты оркестра (сайдмены). Среди них Ю. Цейтлин, Г. Домани, В. Забродин, И. Просенков, В. Избойников, В. Ремизов, Л.Самохвалов (трубы), Леонид (Илья) Алчеев, Г. «Жорж» Фридман, Т. Ахмедов, М. Матвеев, А. Мечль, А. Чех (саксофоны), В. Богданов, М. Фурсиков, А. Хартюнов, А. Морозов (тромбоны), Павел Гофман, Л. Беймшлаг, В. Меликян, Г. Кацнельсон, Г. Парасоль, Б. Соркин (скрипки), Луи Маркович (гитара), В. Смирнов (контрабас), Л. Зилигсон и В. Шафран (фортепиано) и другие. Оркестр Рознера — участник московского джазового фестиваля «Джаз-67». По свидетельству Геннадия Львовича Гольштейна, оркестр был в ту пору «очень современным по звучанию — лучшим в стране» и на фестивале выступил «с грандиозным успехом».
В 1956 году в художественном фильме, музыкальной комедии «Карнавальная ночь» по приглашению режиссёра Эльдара Рязанова биг-бэнд Эдди Рознера исполнил три композиции, которые позже были записаны на пластинку.
Вклад биг-бэнда под руководством Эдди Рознера в развитие джаза и музыкального искусства эстрады в 1950-е — 1960-е годы в России очень велик.
Вышедшее в мае 1969 года Постановление Совета Министров РСФСР за номером 319 («Вопросы главного управления культуры РСФСР») предписывало распустить ряд эстрадных коллективов. Мода на появившиеся вокально-инструментальные ансамбли ставила под сомнение рентабельность больших оркестров; происходило дальнейшее размежевание джазовой и эстрадной музыки, намечались «ротация звёзд», новый виток борьбы с «западными влияниями» в эстрадной музыке и новые негласные ограничения для евреев. Оркестр продолжал оставаться «невыездным». Рознер безуспешно хлопотал о туристической визе, желая посетить родственников, проживавших в США. Тщетными оказались надежды Эдди Игнатьевича на то, что он будет представлен к званию Заслуженного артиста РСФСР.
В 1971 году Росконцерт вынудил Рознера уйти на пенсию.

### Последние годы. Смерть
В Белорусской ССР при Гомельской филармонии Эдди Рознер собрал свой последний биг-бэнд (в нём играли некоторые будущие создатели ВИА «Синяя птица»), а в январе 1973 выехал в Западный Берлин, где после продолжительной болезни 8 августа 1976 года он скончался.
Эдди Рознер похоронен на Еврейском кладбище берлинского района Шарлоттенбург-Вильмерсдорф.

## Продолжение традиций
Несмотря на то, что имя Рознера в 1973—1988 годах официально было предано забвению, а большинство записей размагничено, часть бывшего рознеровского коллектива в Москве удалось сохранить; на его основе был создан концертный оркестр «Современник». Под руководством джазового пианиста, композитора и аранжировщика А. О. Кролла оркестр работал с Е. Г. Мартыновым, Ю. Антоновым, Л. Ф. Серебренниковым и Л. А. Долиной, выпустил программы «Антология джазового вокала» и «Антология биг-бэнда», участвовал в фильмах «Мы из джаза» и «Зимний вечер в Гаграх». Коллектив прекратил существование в 1992 году.
После Великой Отечественной войны джазовый коллектив «Белорусский диксиленд» при Белорусской филармонии создал Авенир Вайнштейн, возглавивший впоследствии группу «Авенир-бэнд», состоящую из музыкантов тех лет.
С 1987 года на эстраде выступает Национальный академический концертный оркестр Республики Беларусь (первоначально — Государственный концертный оркестр БССР), принявший участие в ряде концертов, посвящённых Рознеру, включая первое, организованное Ю. С. Саульским в 1993 году в Москве музыкальное шоу «В компании Эдди Рознера». Создатель этого оркестра Михаил Финберг, личное знакомство которого с Э. Рознером состоялось в начале 1970-х годов, считал свой биг-бэнд правопреемником белорусского Государственного джаз-оркестра.
14 декабря 2001 года в Москве в Зале Чайковского состоялся уникальный исторический концерт «Эдди Рознер. Возвращение оркестра». Усилиями импресарио Майи Кочубеевой впервые в российской музыкальной культуре была осуществлена задача воссоздания легендарного коллектива (в данном случае — в рамках одной антрепризы). Оригинальные партитуры 1940-х годов по записям с грампластинок специально для этого концерта реставрировал выдающийся аранжировщик Владимир Георгиевич Прохоров. Была поставлена задача воспроизвести оригинальное звучание Госджаза БССР. Музыканты отбирались по умению владеть стилем на основе двух ансамблей — «Moscow Band» заслуженного артиста России Владимира Лебедева и «Горячая девятка» Всеволода Данилочкина, которые стали авторами нескольких аранжировок.

В концерте также принимали участие: народный артист России Юрий Дранга (аккордеон), солисты оркестров Эдди Рознера Борис Васильевич Матвеев (ударные), заслуженный артист России,  и Виктор Подкорытов (саксофон), засл. арт. РФ Виктор Фридман (фортепиано), Иван Станишевский (кларнет, т-саксофон), а также известнейшие московские солисты — ветеран советского джаза Евгений Баранов (труба, вокал), Владимир Галактионов (труба), Константин Гевондян (труба), Константин Горшков, Игорь Тертычный (кларнеты, саксофоны) и другие.
В зале присутствовали пани Ирэн Маркович (супруга Луи Марковича, солиста оркестра Эдди Рознера), Галина Цейтлина (супруга Юрия Цейтлина, многолетнего друга и автора песен из репертуара оркестра), многие другие современники, заставшие и знавшие Эдди Игнатьевича, в том числе ветераны советского джаза.
Концерт с большим успехом был повторён 6 октября 2002 года в рамках фестиваля «Российскому джазу — 80» в Большом зале Московской Консерватории, где выступил биг-бэнд Федеральной пограничной службы России под управлением Народного артиста России Владимира Вепринцева.
В Германии произведения Эдди Рознера, а также мелодии из его репертуара длительное время регулярно исполнял ансамбль «The Swinging PartYsans» под руководством Дмитрия Драгилёва; спорадически к рознеровскому наследию обращались саксофонист Эмиль Мангельсдорф, квартеты Дирка Энгельхардта и Петера Клинке. В числе интерпретаторов Рознера в современной Польше — Збигнев Куртыч и Мацей Маленчук.
В 1998 году в Германии было объявлено о создании некоммерческой общественной организации — Internationale Oskar Strock und Eddie Rosner Gesellschaft (Международное общество имени Оскара Строка и Эдди Рознера, Oskar Strock & Eddie Rosner Heritage Society), одним из главных направлений деятельности которой стала популяризация творческого наследия Эдди Рознера и сохранение памяти о нём. По инициативе, под эгидой и при непосредственном участии Международного общества летом 2010-16 гг. в Берлине состоялись первые джазовые фестивали имени Эдди Рознера, в мае 2018 г. была установлена памятная доска на доме, где прошло раннее детство музыканта, а с августа 2021 г. действует официальный The Oskar Strock & Eddie Rosner Orchestra®, во главе с Д. Г. Драгилёвым, выступивший 14 января 2024 года в легендарном берлинском  Konzerthaus am Gendarmenmarkt. На концерте присутствовала младшая дочь Рознера — Ирина. В числе солистов коллектива: Анна Лукшина (вокал, казу), Семён Барлас, Билл Петри и Петер Цастров (трубы), Владимир Миллер, Гал Лираз и Стивен Тэйлор (кларнет, саксофоны) и другие.

## Международная премия имени Эдди Рознера
В 2012 году в рамках ежегодного Международного фестиваля «Alfa Jazz Fest» во Львове (Украина) впервые состоялось вручение Международной музыкальной премии «Alfa Jazz Fest Awards» имени Эдди Рознера. Премия учреждена с целью признания музыкантов, которые сделали значительный вклад в развитие джазовой музыки, а также с целью популяризации джазовой музыки. Победитель выбирается путём голосования членами широкого круга экспертов, среди которых музыкальные критики, выдающиеся деятели культуры, общественные и государственные деятели, журналисты и предприниматели из разных стран мира.

## Фильмография
- «Le jazzman du goulag» («Джазмен из Гулага») — французский документальный фильм; авторы Natalia Sazonova, Pierre-Henry Salfati, France, 1999, 58 min.[11]